# Nycteris javanica
Il nitteride di Giava (Nycteris javanica E.Geoffroy, 1813) è un pipistrello della famiglia dei Nitteridi endemico di Giava e di alcune isole vicine.

## Descrizione

### Dimensioni
Pipistrello di medie dimensioni, con la lunghezza dell'avambraccio tra 41,5 e 50,4 mm, la lunghezza della tibia tra 21 e 27,3 mm, la lunghezza delle orecchie tra 28 e 30 mm.

### Aspetto
La pelliccia è lunga e lanosa. Le parti dorsali sono marroni scure, talvolta con dei riflessi beige o rossastri, mentre le parti ventrali sono più chiare. Il muso è privo di peli e con un solco longitudinale che termina sulla fronte in una profonda fossa. Le orecchie sono molto lunghe, strette, con l'estremità arrotondata ed unite anteriormente alla base da una sottile membrana cutanea. Il trago è corto, con l'estremità arrotondata ed un incavo a metà del bordo posteriore. Gli arti inferiori sono lunghi e sottili, i piedi, le dita e gli artigli sono molto piccoli. La coda è lunga, con l'estremità che termina con una struttura cartilaginea a forma di T ed è inclusa completamente nell'ampio uropatagio.

## Biologia

### Comportamento
Si rifugia solitariamente o in coppie nelle grotte spesso in prossimità di piantagioni di noci da cocco.

### Alimentazione
Si nutre di insetti.

## Distribuzione e habitat
Questa specie è diffusa sull'isola di Giava e di Kangean.
Vive nelle foreste.

## Tassonomia
Sono state riconosciute 2 sottospecie:
- N.j.javanica: Giava;
- N.j.bastiani (Bergmans & van Bree, 1986): Kangean.

## Conservazione
La IUCN Red List, considerato che si tratta di una forma dipendente dall'habitat forestale e quindi soggetta ad un probabile declino di oltre il 30% nei prossimi 15 anni a causa della deforestazione e della conversione agricola, classifica N.javanica come specie vulnerabile (VU).